# Амидины

Общая формула карбоксамидинов (амидинов)

Амидины (карбоксамидины) — азотистые производные карбоновых кислот общей формулы R1C(=NR2)NR3R4.
В номенклатуре IUPAC к амидинам относят производные не только карбоновых кислот, но и неорганических оксокислот RnE(=O)OH, у которых оксогруппа =O замещена на иминогруппу =N−R1, а гидроксильная группа −OH на аминогруппу −NR2R3, то есть соединения общей формулы — карбоксамидины RC(=NR)NR2, сульфинамидины RS(=NR)NR2 и фосфинамидины R2P(=NR)NR2; в органической химии название «амидины» используют по отношению к карбоксамидинам.

## Свойства
Амидины являются сильными основаниями и образуют устойчивые соли, многие амидины в виде свободных оснований неустойчивы (так, простейший амидин — формамидин — устойчив только в виде солей).
Амидины гидролизуются до амидов в кислой и щелочной средах, атом углерода амидиновой группы электрофилен, вследствие чего амидины переаминируются аминами с образованием других амидинов, реагируют с гидразинами с образованием амидразонов:
RC(=NH)NH2 + R1NHNH2 → RC(=NH)NHNHR1 + NH3
и при взаимодействии с гидроксиламином образуют амидоксимы:
RC(=NH)NH2 + NH2OH → RC(=NH)NHOH + NH3.

## Синтез
Наиболее общий подход к синтезу амидинов — взаимодействие иминосоединений — производных карбоновых кислот, содержащих уходящую группу X, с аминами:
RC(=NR1)X + R22NH → RC(=NR1)NR22,
где X = Hal (имидоилхлориды), OR (иминоэфиры).
Вариантом этого метода является синтез амидинов по Пиннеру, в котором раствор нитрила в спирте насыщается хлороводородом, в результате чего образуется иминоэфир
который далее при обработке амином образует амидин:
Соли незамещённых у азота амидинов могут быть получены взаимодействием с хлоридом аммония нитрилов:
RCN + NH4Cl → RC(NH2)2+ Cl−,
эта реакция идёт и с аминами.
Амидины также могут быть синтезированы реакцией тиоамидов с солями аминов:
RCSNH2 + R1NH3Cl → RC(NH2)NHR1+ Cl− + H2S
и аминированием ортоэфиров первичными аминами:
RC(OR1)3 + 2 R2NH2 → RC(=NR2)NHR2 + 3 R1OH.

## См.также
1,5-Диазабицикло(4.3.0)нонен-5